# Computer organico
Il computer organico è un ipotetico computer basato, invece che su componenti artificiali, su una integrazione fra elementi in silicio e organici.
Sono attualmente allo studio integrazioni tra silicio e neuroni: neuroni di lumaca sono stati fatti "crescere" all'interno di chip di silicio: con questo ibrido si è riusciti a compiere la somma di due numeri, operazione base di tutti i calcoli elaborati dai sistemi informatici.
Queste sperimentazioni sono ancora relegate ai laboratori e centri di ricerca e non si intravedono applicazioni commerciali in tempi brevi.
Una delle più grandi difficoltà che si parano sulla strada di un elaboratore a base organica, è appunto, il mantenimento della base organica stessa, la quale non si "accontenta" di corrente elettrica ma necessita di fluidi nutritivi: inoltre, essendo una struttura a base biologica, sottostà a tutti i limiti della materia vivente, e cioè deperimento e morte. Una possibile soluzione sarebbe quella di modificare pesantemente una struttura vivente tramite l'Ingegneria genetica, o meglio, progettare da zero una struttura biologica artificiale in grado di crescere e rigenerarsi indefinitivamente: questo permetterebbe di coltivare tessuti artificiali dedicati all'elaborazione dati: si veda, per approfondire, la voce Rete neurale.
Il notevole vantaggio di strutture biologiche è il superiore grado di connettività tra le unità elaborative (neuroni) che permetterebbe di risolvere problemi non gestibili dagli attuali elaboratori elettronici.

## Il computer organico nei media
- Nella serie di videogiochi Pokémon la linea evolutiva di Beldum, Metang e Metagross è basata proprio sul concetto di computer organico.
- Il computer organico viene citato nel fumetto Martin Mystère. Si tratta di un computer usato da un suo avversario, Mister Jinx: tale computer, basato su proteine viventi e non su circuiti di silicio, permettere di fare il backup e il restore della personalità di una persona, permettendone il passaggio da un corpo ad un altro.

All'MWC di Barcellona Cortical Labs ha presentato CL1, il primo computer ibrido umano, formato da neuroni coltivati in laboratorio e innestati su un chip al silicio, formato array di 59 elettrodi planari che vanno a costituire uno stack di server di rete neurale biologica. Esso è composto da 30 unità individuali.
Uno stack di CL1 consuma 850-1.000 W e funziona senza computer esterno. Un'unità costa 32.000 euro, contro gli 85.000 di computer analoghi. La commercializzazione di un servizio cloud è prevista entro la fine del 2025. Secondo gli sviluppatori, apprende in modo rapido e flessibile, tanto da superare i chip AI basati sul silicio utilizzati per addestrare gli attuali modelli linguistici di grandi dimensioni (LLM) come ChatGPT.
Questi neuroni sono ottenuti da cellule staminali e interconnettendoli in un computer si possono avere informazioni utili per il trattamento di malattie come l'epilessia o la malattia di Alzheimer. I neuroni umani alimentano il calcolo e la macchina li dispone in un computer e poi si interfaccia con loro elettricamente per far entrare e uscire le informazioni da questa rete neurale biologica.